# Vuilendam
Vuilendam is een buurtschap in de gemeente Molenlanden, in de Nederlandse provincie Zuid-Holland. Het ligt in het oosten van de gemeente tussen Molenaarsgraaf en Ottoland.